# Psaume 141 (140)

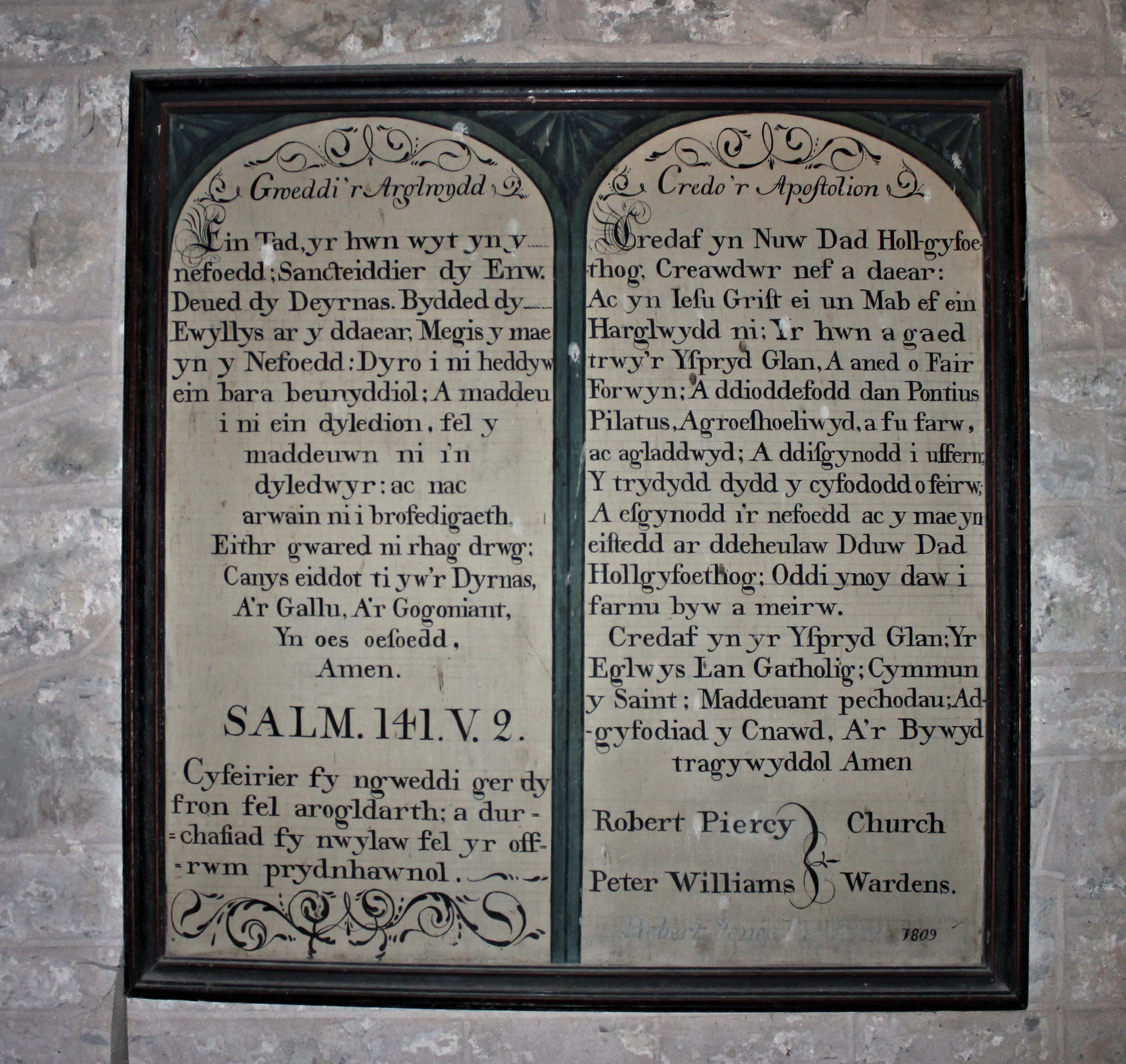
Credo, prière et psaume 141 en gallois, daté de 1809. église St Mary de Cilcain dans le comté de Flint.

Le psaume 141 (140 selon la numérotation grecque) est l’un des nombreux psaumes attribués à David.

## Texte
| verset | original hébreu                                                            | traduction française de Louis Segond | Vulgate latine |
| ------ | -------------------------------------------------------------------------- | --- | --- |
| 1      | מִזְמוֹר, לְדָוִד:יְהוָה קְרָאתִיךָ, חוּשָׁה לִּי; הַאֲזִינָה קוֹלִי, בְּקָרְאִי-לָךְ                    | [Psaume de David.] Éternel, je t’invoque : viens en hâte auprès de moi ! Prête l’oreille à ma voix, quand je t’invoque !                                                              | [Psalmus David] Domine clamavi ad te exaudi me intende voci meae cum clamavero ad te                                                                      |
| 2      | תִּכּוֹן תְּפִלָּתִי קְטֹרֶת לְפָנֶיךָ; מַשְׂאַת כַּפַּי, מִנְחַת-עָרֶב                                  | Que ma prière soit devant ta face comme l’encens, et l’élévation de mes mains comme l’offrande du soir !                                                                              | Dirigatur oratio mea sicut incensum in conspectu tuo elevatio manuum mearum sacrificium vespertinum                                                       |
| 3      | שִׁיתָה יְהוָה, שָׁמְרָה לְפִי; נִצְּרָה, עַל-דַּל שְׂפָתָי                                      | Éternel, mets une garde à ma bouche, veille sur la porte de mes lèvres ! | Pone Domine custodiam ori meo et ostium circumstantiae labiis meis                                                                                        |
| 4      | אַל-תַּט-לִבִּי לְדָבָר רָע,לְהִתְעוֹלֵל עֲלִלוֹת בְּרֶשַׁע--אֶת-אִישִׁים פֹּעֲלֵי-אָוֶן;וּבַל-אֶלְחַם, בְּמַנְעַמֵּיהֶם | N’entraîne pas mon cœur à des choses mauvaises, à des actions coupables avec les hommes qui font le mal, et que je ne prenne aucune part à leurs festins !                            | Non declines cor meum in verba malitiae ad excusandas excusationes in peccatis cum hominibus operantibus iniquitatem et non communicabo cum electis eorum |
| 5      | יֶהֶלְמֵנִי צַדִּיק חֶסֶד, וְיוֹכִיחֵנִי--שֶׁמֶן רֹאשׁ, אַל-יָנִי רֹאשִׁי:כִּי-עוֹד וּתְפִלָּתִי, בְּרָעוֹתֵיהֶם    | Que le juste me frappe, c’est une faveur ; qu’il me châtie, c’est de l’huile sur ma tête : ma tête ne se détournera pas ; mais de nouveau ma prière s’élèvera contre leur méchanceté. | Corripiet me iustus in misericordia et increpabit me oleum autem; peccatoris non inpinguet caput meum quoniam adhuc et oratio mea in beneplacitis eorum   |
| 6      | נִשְׁמְטוּ בִידֵי-סֶלַע, שֹׁפְטֵיהֶם; וְשָׁמְעוּ אֲמָרַי, כִּי נָעֵמוּ                                | Que leurs juges soient précipités le long des rochers, et l’on écoutera mes paroles, car elles sont agréables.                                                                        | Absorti sunt iuncti petrae iudices eorum audient verba mea quoniam potuerunt                                                                              |
| 7      | כְּמוֹ פֹלֵחַ וּבֹקֵעַ בָּאָרֶץ-- נִפְזְרוּ עֲצָמֵינוּ, לְפִי שְׁאוֹל                                 | Comme quand on laboure et qu’on fend la terre, ainsi nos os sont dispersés à l’entrée du séjour des morts.                                                                            | Sicut crassitudo terrae erupta est super terram dissipata sunt ossa nostra secus infernum                                                                 |
| 8      | כִּי אֵלֶיךָ, יְהוִה אֲדֹנָי עֵינָי; בְּכָה חָסִיתִי, אַל-תְּעַר נַפְשִׁי                            | C’est vers toi, Éternel, Seigneur ! que se tournent mes yeux, c’est auprès de toi que je cherche un refuge : n’abandonne pas mon âme !                                                | Quia ad te Domine Domine oculi mei in te speravi non auferas animam meam                                                                                  |
| 9      | שָׁמְרֵנִי--מִידֵי פַח, יָקְשׁוּ לִי; וּמֹקְשׁוֹת, פֹּעֲלֵי אָוֶן                                  | Garantis-moi du piège qu’ils me tendent, et des embûches de ceux qui font le mal ! | Custodi me a laqueo quem statuerunt mihi et ab scandalis operantium iniquitatem                                                                           |
| 10     | יִפְּלוּ בְמַכְמֹרָיו רְשָׁעִים; יַחַד אָנֹכִי, עַד-אֶעֱבוֹר                                     | Que les méchants tombent dans leurs filets, et que j’échappe en même temps ! | Cadent in retiaculo eius peccatores singulariter sum ego donec transeam                                                                                   |

## Usages liturgiques

### Dans le christianisme

#### Chez les catholiques
Dans la liturgie des Heures actuelle, le psaume 141 est récité aux vêpres du samedi de la première semaine.
Cette tradition fut à nouveau confirmée par saint Benoît de Nursie vers 530. Dans la règle de saint Benoît, ce psaume était attribué à l'office de vêpres du jeudi,.

#### Chez les orthodoxes
D'après les commentaires d' Expositiones in psalmos de saint Jean Chrysostome, au IVe siècle, l'on chantait de même aux vêpres ce psaume 141 auprès de leurs communautés, sous une forme in directum, à savoir avec des récitations et des mélismes, vraisemblablement par un soliste.